# Le Petit Lion
Pour les articles homonymes, voir Le Petit Lion (homonymie).
Le Petit Lion – également appelé Titus le petit lion – est une série télévisée d'animation française en 65 épisodes réalisée par Aline Lafargue et diffusée en 1967-1968 sur  l'ORTF. 
Elle raconte les aventures d'un petit lion en peluche au pays imaginaire de Jaimadire, gouverné par le Grand Yaka.

## Synopsis
Chaque épisode commence de la même façon. Un petit garçon (personnage réel) berce un lion en peluche (Titus) et lui demande : « Raconte-moi quand tu étais au pays de Jaimadire ». Titus commence à raconter une histoire, l'image devient floue puis redevient nette pour montrer l'histoire qui se déroule au pays de Jaimadire. À la fin de l'histoire on revoit le petit garçon tenant Titus et lui demandant : « Et après ? », et Titus répond invariablement : « Après ? c'est une autre histoire... »

## Personnages
- Le petit garçon : le seul personnage réel de la série, il n'intervient qu'au tout début et à la fin de chaque épisode ;
- Titus : un petit lion en peluche anthropomorphe, c'est le héros de la série ;
- Bérénice : une mignonne petite souris anthropomorphe, le Grand Yaka en a terriblement peur et essaye de s'en débarrasser, son nom évoque la princesse de Judée qui fut la maîtresse de l'empereur romain Titus ;
- Le Grand Yaka : un prince oriental enturbanné à l'allure d'un maharadjah, c'est le souverain du pays de Jaimadire ;
- Moska : un pingouin (ou plutôt un manchot empereur), majordome du Grand Yaka ;
- Melchior : un pélican, célèbre par sa fameuse incantation magique « Akabi, Akaba... et voilà ! » qui lui permet de faire sortir fort à propos de la poche de son bec, l'objet qu'il souhaite ;
- Ceci et Cela : deux singes pas très futés qui obéissent sans réfléchir au Grand Yaka (Ceci est habillé en rouge tandis que Cela est en vert).

## Fiche technique
- Titre : Le Petit Lion ; Titus le petit lion (ressortie vidéo)
- Création : Aline Lafargue
- Réalisation : Aline Lafargue
- Scénario : Aline Lafargue
- Décors : Rafael Esteve, Jean-François Corneille
- Animation : Jean-François Corneille, Michel Lemarechal, Ivor Wood
- Montage : Françoise Belout
- Musique : Robert Valentino
- Production : Jacques Charrière
- Société de production : Film et Promotions
- Société de distribution : ORTF
- Format : couleur - 35 mm - Image : 1,33:1 - son mono
- Date de première diffusion : 11 mai 1967 (ORTF)

## Distribution (voix)
- Micheline Dax : Titus / Bérénice / Ceci
- Lucie Dolène : Titus / Bérénice / Ceci (à partir de l'épisode 40)
- Jacques Bodoin : Le Grand Yaka / Moska / Melchior / Cela
- Roger Carel : Le Grand Yaka / Moska / Melchior / Cela (à partir de l'épisode 40)

## Épisodes
1. Arrivée en Jaimadire
2. Le Petit Bateau
3. Mais où est Mosca
4. Titus amiral de Jaimadire
5. Titus rencontre Bérénice
6. Croissant chaud
7. La Potiche
8. Le Brasistor
9. Un tour sensationnel
10. La Séance de gymnastique
11. Un miroir pour Bérénice
12. L’Échelle mobile
13. Le Ballet du balai
14. La Fièvre de Yaka
15. Titus attend le dégel
16. Titus et l’Écheveau de laine
17. Un compte rond
18. À dos de lion
19. Le Pique-nique du Grand Yaka
20. Titus a le fou rire
21. La Partie de bille
22. La Peinture à l’huile
23. L’Armoire
24. Le Petit Poisson
25. Titus fait un beau rêve
26. Une valise pour Bérénice
27. Un problème de rangement
28. Des arbres instantanés
29. Quelle surprise
30. La Pendule parlante
31. Les Pinces à linge
32. Un bain qui fait du bien
33. La Lettre à Melchior
34. L’Épouvantail
35. De plus en plus fort
36. Cher moustique
37. Le Bouquet
38. L’Inspection
39. Le Paravent
40. Un peu de douceur
41. Au feu
42. L’Arbre à croissants
43. Un petit coup de ciseaux
44. C’est le progrès
45. En voiture
46. La Montre à sonnette
47. Les Abeilles
48. La Chasse
49. Le Coffre
50. La Lessive
51. La Mouche
52. Ça glisse
53. Bon Appétit
54. La Balance
55. Chauffard
56. Tricotons
57. Un match de boxe
58. Un fantôme
59. Le Piège à souris
60. Des bulles
61. Raccommodeur de porcelaine
62. Titus secrétaire
63. Le Bilboquet
64. Un verre d’eau
65. Imprudente Bérénice

## Autour de la série
- L'équipe d'animation est la même que celle qui a créé Le Manège enchanté en 1964.
- 78 épisodes étaient initialement prévus, mais le désengagement de l'ORTF en février 1968 ne permit que la production de 65 épisodes.

## Adaptations
- Titus, le journal du petit lion, mensuel publié de 1967 à 1970.
- Georges Chaulet a repris les aventures de Titus dans une série de livres homonyme publiée dans la collection « Bibliothèque rose » chez Hachette entre 1968 et 1979 (13 titres).

## Sorties vidéo
En 1999, l'INA et LCJ Éditions ont édité 39 épisodes en cassettes VHS sous le titre Titus le petit lion.